# Quebrada de las Ánimas
Quebrada de las Ánimas es un paraje rural chileno ubicado en la Provincia del Huasco, Región de Atacama. Se encuentra localizada al interior del valle de El Tránsito junto al río del Pachuy y muy próximo a las localidades de Chollay y Conay en el curso superior del río El Tránsito.

## Historia
Los antecedentes históricos de esta localidad son escasos. Sin embargo, su nombre se origina en la presencia de tumbas indígenas.
Quebrada de las Ánimas se encuentra muy cercano a la localidad de Conay en el trayecto hacia Pachuy y la localidad de Chollay.
Sus orígenes se encuentran en las comunidades indígenas que habitaban la parte superior del Río Huasco y que hoy continúan haciendo muchos de sus descendientes dedicados en la actualidad a las actividades agrícolas y principalmente de ganadería de caprinos. Quebrada de las Ánimas es un punto de inicio para la trashumancia con ganado caprino hacia la parte superior de la quebrada del mismo nombre, la cual solo es posible acceder a caballo.

## Turismo
Este paraje cuenta con un pequeño canal de riego que llega hasta Conay, en sus inmediaciones existe un sitio arqueológico con pinturas rupestres que constituye el principal atractivo visible desde el camino que una a Conay con Pachuy. Como tal es un sitio protegido por la Ley 17.288 de monumentos nacionales y constituye uno de los patrimonios culturales más destacados de todo el sector.
Este paraje se encuentran algunas familias que lo habitan y que se dedican a la crianza de ganado caprino y a la venta de productos de telar.

## Accesibilidad y transporte
Esta quebrada se ubica muy cerca del poblado de Conay y a pocos kilómetros del villorrio de Chollay. Para llegar hasta Quebrada de las Animas es necesario acceder por Alto del Carmen , capital de la comuna, ubicada a 70 km al este de la ciudad de Vallenar sobre la Ruta C-495, hasta el poblado de Conay, desde el cruce con el camino a Chollay hay una escasa distancia.
Existe transporte público a través de buses de rurales desde el terminar rural del Centro de Servicios de la Comuna de Alto del Carmen, ubicado en calle Marañón 1289, Vallenar. Sin embargo la frecuencia hasta esta localidad es baja.
Si viaja en vehículo propio, no olvide cargar suficiente combustible en Vallenar antes de partir. No existen puntos de venta de combustible en la comuna de Alto del Carmen.
Para acceder a este punto de la comuna, es necesario considerar un tiempo mayor de viaje, debido a que la velocidad de viaje esta limitada por el diseño del camino. Se sugiere hacer una parada de descanso en el poblado de El Tránsito o en Alto del Carmen para hacer más grato su viaje.
Es necesario llegar por la Ruta C-495 hasta Conay (Ruta C-495), hasta este punto el camino es transitable durante todo el año, existe una desviación hacia el sur que llega a Chollay y al Proyecto minero Pascua Lama (este último está muy distante y no existe acceso para visitantes). Sin embargo, es necesario tomar precauciones en invierno debido a las lluvias y caída de nieve. Se sugiere informarse bien de las condiciones climáticas en el invierno o en periodos que la cordillera de Atacama se afecta muy eventualmente por el invierno altiplánico.

## Alojamiento y alimentación
En la comuna de Alto del Carmen existen pocos servicios de alojamiento formales en Alto del Carmen y en Chanchoquín Grande, se recomienda hacer una reserva con anticipación. En Conay y Chollay no existen servicios de alojamiento.
En las proximidades no hay servicios de Camping, sin embargo se puede encontrar algunos puntos rurales con facilidades para los campistas en Conay y Chollay.
Los servicios de alimentación son escasos, existiendo en Alto del Carmen, Chanchoquín Grande y en El Tránsito algunos restaurantes. En Conay, Chollay y Pachuy no existen servicios de restaurantes.
En muchos poblados como en Los Tambos, Conay y Chollay hay pequeños almacenes que pueden facilitar la adquisición de productos básicos durante su visita.

## Salud, conectividad y seguridad
La quebrada de las Ánimas solo cuenta con servicio de electricidad.
Próximo a Quebrada de las Ánimas, en el poblado de Conay, existe un puesto fronterizo de Carabineros de Chile que controla los vehículos que suben por la ruta C-495 y una Posta Rural dependiente del municipio de Alto del Carmen.
Al igual que muchos poblados de la comuna, Chollay, el villorrio más cercano, cuenta con servicio de teléfonos públicos rurales. No existe señal para teléfonos celulares.
El municipio cuenta con una red de radio VHF en toda la comuna en caso de emergencias incluidos Conay y Chollay.